# David Neft
David Samuel Neft, né le 9 janvier 1937 à New York, est un historien américain dans le domaine du sport. 
Il est l'auteur avec le journaliste Richard M. Cohen (en) de plusieurs ouvrages et encyclopédies de référence dans le domaine du sport professionnel américain, dont The Sports Encyclopedia: Baseball, l'une des premières encyclopédies sur le baseball, The Sports Encyclopedia: Pro Football  et The Sports Encyclopedia: Pro Basketball.
Son travail exhaustif d'archivage, de compilation et de numérisation sur ordinateur, de données statistiques relatives au baseball des ligues majeures, pour le compte de la société ICI à la fin des années 1960, est considéré comme avoir eu une influence importante dans la création, quelques années plus tard, de la Society for American Baseball Research.

## Biographie
David S. Neft est né en 1937 (certaines sources indiquent 1936) dans la ville de New York, dans l'État de New York, aux États-Unis. Il a poursuivi des études universitaires à l'université Columbia, d'où il sort diplômé au milieu des années 1960 d'un PhD  en statistiques. Il travaille comme statisticien pour la société de sondages d'opinion Louis Harris and Associates, puis est embauché en 1965 par la société informatique Information Concepts Incorporated (ICI). Il travaille notamment sur un important projet de base de données compilant les données et travaux relatifs aux joueurs et aux matches de baseball de la Ligue nationale depuis 1876.
Si une tentative de recherche similaire avait été entreprise précédemment par les auteurs Hy Turkin (en) et S. C. Thompson (en), dans un ouvrage intitulé Official Encyclopedia of Baseball, celle-ci ne comportait que des statistiques relatives aux joueurs, et était remplie d'erreurs pour les données antérieures à l'année 1920. D'autres ouvrages similaires de recherche, notamment le travail de l'historien Lee Allen d'écriture de biographies de 10000 joueurs des ligues majeures de baseball, présentaient des omissions. Le projet de David Neft est supporté par une équipe d'une vingtaine de chercheurs, envoyés dans les bibliothèques à travers le pays, afin de trouver et collecter toute source permettant de reconstruire et corriger l'histoire du baseball de 1876 à 1920, match par match, joueur par joueur. L'équipe de Neft s'est également appuyé sur le travail de Lee Allen et a contribué à accélérer et achever son projet. Toutes les données collectées ont été compilées sur un ordinateur IBM 360.
Cet important projet s'achève par la publication en 1969 d'un ouvrage unique présentant de manière exhaustive statistiques et histoire des ligues majeures de baseball. L'ouvrage, intitulé The Baseball Encyclopedia et publié aux éditions Macmillan, totalise 2337 pages et pèse 3 kilos ; sa première édition de l'ouvrage est vendue à 50000 exemplaires.
David Neft quitte ICI en 1970 et s'associe au journaliste Richard M. Cohen (en) pour travailler sur l'ouvrage The Sports Encyclopedia: Baseball qui sortira en 1974.
Il retourne à la fin des années 1970 chez Harris, qui est racheté par le groupe de médias Gannett en 1985. Il devient directeur de la recherche chez Gannett et quitte son poste en 2002 pour départ à la retraite.